# 1. Liga (Tschechoslowakei) 1957/58
Die Spielzeit 1957/58 der 1. Liga  war die 15. reguläre Austragung der höchsten Eishockeyspielklasse der Tschechoslowakei. Mit 34 Punkten nach der Hauptrunde setzte sich Rudá Hvězda Brno durch. Für die Mannschaft war es ihr vierter tschechoslowakischer Meistertitel.

## Modus
Im Gegensatz zur Vorsaison wurde die Liga auf zwölf Teams verkleinert, die die Hauptrunde in einer gemeinsamen Gruppe bestritten. Nach Durchführung von Hin- und Rückspiel betrug die Gesamtanzahl der Spiele pro Mannschaft 22 Spiele. Meister wurde der Tabellenführer am Saisonende. Die beiden letztplatzierten Mannschaften stiegen direkt in die 2. Liga ab.

## Tabelle
| Pl. | Team                    | Sp. | S  | U | N  | Torv.  | Pkt. |
| --- | ----------------------- | --- | -- | - | -- | ------ | ---- |
| 1.  | Rudá Hvězda Brno        | 22  | 16 | 2 | 4  | 142:57 | 34   |
| 2.  | Spartak LZ Plzeň        | 22  | 14 | 1 | 7  | 106:83 | 29   |
| 3.  | VŽKG Ostrava            | 22  | 13 | 1 | 8  | 103:76 | 27   |
| 4.  | Baník Chomutov          | 22  | 13 | 1 | 8  | 82:71  | 27   |
| 5.  | Baník Kladno            | 22  | 13 | 0 | 9  | 101:66 | 26   |
| 6.  | Spartak Praha Sokolovo  | 22  | 12 | 2 | 8  | 105:71 | 26   |
| 7.  | Dynamo Pardubice        | 22  | 12 | 2 | 8  | 97:84  | 26   |
| 8.  | ÚNV Slovan Bratislava   | 22  | 10 | 1 | 11 | 72:76  | 21   |
| 9.  | Dukla Jihlava           | 22  | 7  | 1 | 14 | 67:113 | 15   |
| 10. | Slavoj České Budějovice | 22  | 6  | 1 | 15 | 55:106 | 13   |
| 11. | Motorlet Prag           | 22  | 5  | 2 | 15 | 68:114 | 12   |
| 12. | Baník OKD Ostrava       | 22  | 4  | 0 | 18 | 67:148 | 8    |

Bester Torschütze der Liga wurde Václav Pantůček von Meister Rudá hvězda Brno, der in den 22 Spielen seiner Mannschaft 27 Tore erzielte.

### Meistermannschaft von Rudá hvězda Brno
| Torhüter      | Vladimír Nadrchal, Jiří Kolouch, Zdeněk Trávníček |
| Abwehrspieler | Rudolf Potsch, Jan Kasper, Ladislav Olejník, František Mašláň                                                                                                   |
| Stürmer       | Vlastimil Bubník, Václav Pantůček, Slavomír Bartoň, Bronislav Danda, Zdeněk Návrat, František Vaněk, Bohumil Prošek, Rudolf Scheuer, Karel Šuna, Jaroslav Pavlů |
| Trainer       | Vladimír Bouzek |

## 1. Liga-Qualifikation
Die beiden Sieger ihrer jeweiligen 2. Liga-Gruppe, TJ Spartak GZ Královo Pole und TJ Spartak ZJŠ Brno stiegen für die nächste Spielzeit in die 1. Liga auf.